# Неспокійний секс
Неспокійний секс (англ. The Restless Sex) — американська драма режисера Роберта З. Леонарда 1920 року.

## У ролях
- Меріон Дейвіс — Стефані Клеланд
- Ральф Келлар — Джим Клеланд
- Карлайл Блекуелл старший — Освальд Грісмер
- Чарльз Лейн — Джон Клеланд
- Коріна Баркер — Гелен Дейвіс
- Стефен Карр — Джим в дитинстві
- Вів'єнн Осборн — Марі Кліфф
- Етна Росс — Стефані в дитинстві
- Роберт Вівіан — Чілсмер Грісмер
- Атоль Ширер
- Едіт Ширер
- Норма Ширер